# Serhij Taruta
Serhij Taruta (ukrainska: Сергій Олексійович Тарута, ryska: Сергей Алексеевич Тарута), född 22 juli 1955 i Vynohradne, Ukrainska SSR Sovjetunionen, är en ukrainsk oligark och tidigare guvernör i Donetsk. 
Taruta är en av Ukrainas rikaste personer. Efter maktskiftet som i februari 2014 följde efter Euromajdan-oroligheterna i Kiev, blev han av den tillförordnade presidenten Oleksandr Turtjynov utnämnt till guvernör i Donetsk oblast.
Den senare valda presidenten Petro Porosjenko avskedade 10 oktober 2014 Taruta från guvernörsposten. Istället utsågs den före detta generalen Oleksandr Kysjtenko till guvernör. Taruta sags ha agerat för självständigt i förhållande till makten i Kiev, bland annat genom att ha öppet kritiserat till Porosjenkos fredsavtal. Han ville också införa krigslagar och föra en hårdare linje mot de proryska separatisterna än den Porosjenko förespråkat.
Azovbataljonen har fått ekonomiskt stöd av Taruta.
Taruta är ordförande i fotbollsklubben FK Metalurh Donetsk.